# كوكا (ممثلة)
كوكا (7 مارس 1917 - 29 يناير 1979)، ممثلة مصرية. اشتهرت بأدوار المرأة البدوية، من أبرز أعمالها فيلم رابحة مع بدر لاما وسراج منير ونجمة إبراهيم وعباس فارس وفيلم عنترة بن شداد مع فريد شوقي وفيلم أونكل زيزو حبيبي مع محمد صبحي وفاروق يوسف.

## عن حياتها
بدأت مشوارها الفني من خلال العمل في الإستوديوهات كمونتيرة وهناك تعرفت على المخرج نيازي مصطفى كان أول عمل لها هو شخصية الزنجية الأمريكية الشهيرة في مسرحية صندوق الدنيا، شاهدها مخرج إنجليزي وأسند إليها بطولة فيلم تاجر الملح عام 1937  اشتهرت بأدوار البدوية ثم توالت بطولتها السينمائية، تزوجت من المخرج نيازي مصطفى وظلت معه طوال حياتها كما دفعته للزواج بأخرى لعدم قدرتها على الإنجاب فتزوج من الراقصة والممثلة نعمت مختار ثم انفصلت عنه.

### وفاتها
توفيت في 29 يناير 1979 إثر إصابتها بمرض خبيث لم يمهلها طويلاً.

## أعمالها

### الأفلام
- أونكل زيزو حبيبي:1977-راوية
- كنوز:1966-كنوز فواز
- بنت عنتر:1964-عزة أخت عنتر
- عنتر بن شداد:1961-عبلة بنت مالك
- عنتر يغزو الصحراء:1960-عبلة بنت مالك
- سمراء سيناء:1959-سمرا
- سيجارة وكاس:1955-عزة التونيسية
- الفارس الأسود:1954-فرحة/الفارس الأسود
- أرض الأبطال:1953
- السيد البدوي:1953
- غرام بثينة:1953-بثينة
- ظهور الإسلام (الوعد الحق):1951-سمية بنت خياط
- وهيبة ملكة الغجر:1951-وهيبة
- سر الأميرة:1949-فضه
- ليلى العامرية:1948-ليلى بنت المهدي العامرية
- مغامرات عنتر وعبلة:1948-عبلة بنت مالك
- سلطانة الصحراء:1947-غالية / سلطانة
- راوية:1946-راوية
- رابحة:1945-رابحة
- عنتر وعبلة:1945-عبلة بنت مالك
- مصنع الزوجات:1941
- الرمال السوداء: 1937 - جارا
- وداد:1936-شهد
- بواب العمارة:1935 - السيدة هوبكينز
- الخالة الأمريكانية:1920

### المسلسلات
- جحا وبنات شهبندر التجار:1978-بهية زوجة الشهبندر
- هروب:1976
- بهية:1965
- غالية

## وصلات خارجية
- كوكا على موقع IMDb (الإنجليزية)
- كوكا على موقع الدهليز
- كوكا على موقع قاعدة بيانات الأفلام العربية
- كوكا على موقع قاعدة بيانات الفيلم (الإنجليزية)